# Apure
Statul Apure (spaniolă Estado Apure) este unul din cele 23 de state (spaniolă estados) din  Venezuela. Statul Apure este format din provinciile Mérida, Maracaibo și Barinas. Capitala statului Apure este orașul San Fernando de Apure. 